# Republica Socialistă România
Republica Socialistă România (RSR) a fost denumirea oficială purtată de statul român în a doua parte a perioadei comuniste (în perioada național-comunistă) a țării (1965-1989), după ce inițial se numise Republica Populară Română (în perioada stalinistă).
În această perioadă, țara a fost condusă de Nicolae Ceaușescu, în calitatea sa de secretar general al partidului unic, Partidul Comunist Român (PCR), la care s-a adăugat, începând cu anul 1974, funcția de președinte al Republicii Socialiste România. Regimul comunist, sub conducerea lui Nicolae Ceaușescu, a avut un caracter preponderent dictatorial.
Imnul RSR era „Trei culori”. Stema RSR reprezenta câteva spice de grâu și o sondă de petrol pe fundalul pădurilor și Carpaților, în spatele cărora se vede soarele.
Odată cu încheierea celui de-al Doilea Război Mondial, România , un fost membru al Axei, care și-a răsturnat guvernul pro-Axă, a fost ocupată de Uniunea Sovietică ca unic reprezentant al Aliaților. La 6 martie 1945, după demonstrațiile în masă ale simpatizanților comuniști și presiunile politice din partea reprezentantului sovietic al Comisiei Aliate de Control, a fost instalat un nou guvern pro-sovietic care includea membri ai Partidului Muncitorilor Români, anterior ilegalizat . Treptat, mai mulți membri ai Partidului Muncitorilor și ai partidelor aliniate comuniștilor au câștigat controlul asupra administrației, iar liderii politici dinainte de război au fost eliminați în mod constant din viața politică. În decembrie 1947, Regele Mihai I a fost nevoit să abdice și a fost declarată Republica Populară România.
La început, resursele limitate ale României de după război au fost epuizate de „SovRom-uri”, noi companii sovieto-române scutite de impozite care au permis Uniunii Sovietice să controleze principalele surse de venit ale României. O altă scurgere au fost despăgubirile de război plătite Uniunii Sovietice. Cu toate acestea, în anii 1950, guvernul comunist al României a început să-și afirme mai multă independență, ducând, de exemplu, la retragerea tuturor trupelor sovietice din România până în 1958. 
În general, din anii 1950 până în anii 1970, țara a prezentat rate ridicate de creșterea economică și îmbunătățiri semnificative ale mortalității infantile, speranței de viață, alfabetizării, urbanizării și drepturilor femeilor, dar apoi au stagnat în anii 1980.
În anii 1960 și 1970, Nicolae Ceaușescu a devenit secretar general al Partidului Comunist (1965), președinte al Consiliului de Stat (1967), iar rolul nou stabilit de președinte în 1974. Denunțarea lui Ceaușescu cu privire la invazia sovietică a Cehoslovaciei din 1968 și o scurtă relaxarea în represiunea internă a dus la o imagine pozitivă atât acasă, cât și în Occident. Cu toate acestea, creșterea economică rapidă alimentată parțial de creditele externe a făcut loc treptat unei austerități și represiunii politice care au dus la căderea violentă a guvernului său totalitar în decembrie 1989.
Mulți oameni au fost executați sau au murit în arest în timpul existenței României comuniste, majoritatea în perioada stalinistă a anilor 1950. În timp ce execuțiile judiciare între 1945 și 1964 au fost de 137, decesele în arest sunt estimate la zeci sau sute de mii. Alții au fost arestați din motive politice, economice sau din alte motive și au suferit închisoare sau torturi.
Constituția din 1965 a rămas în vigoare după dizolvare și a fost modificată pentru a reflecta tranziția României la democrație. A fost înlocuită de actuala constituție la 8 decembrie 1991, după ce un referendum la nivel național a abolit complet sistemul socialist de guvernare și l-a înlocuit cu un sistem semi-prezidențial.

## Istoric

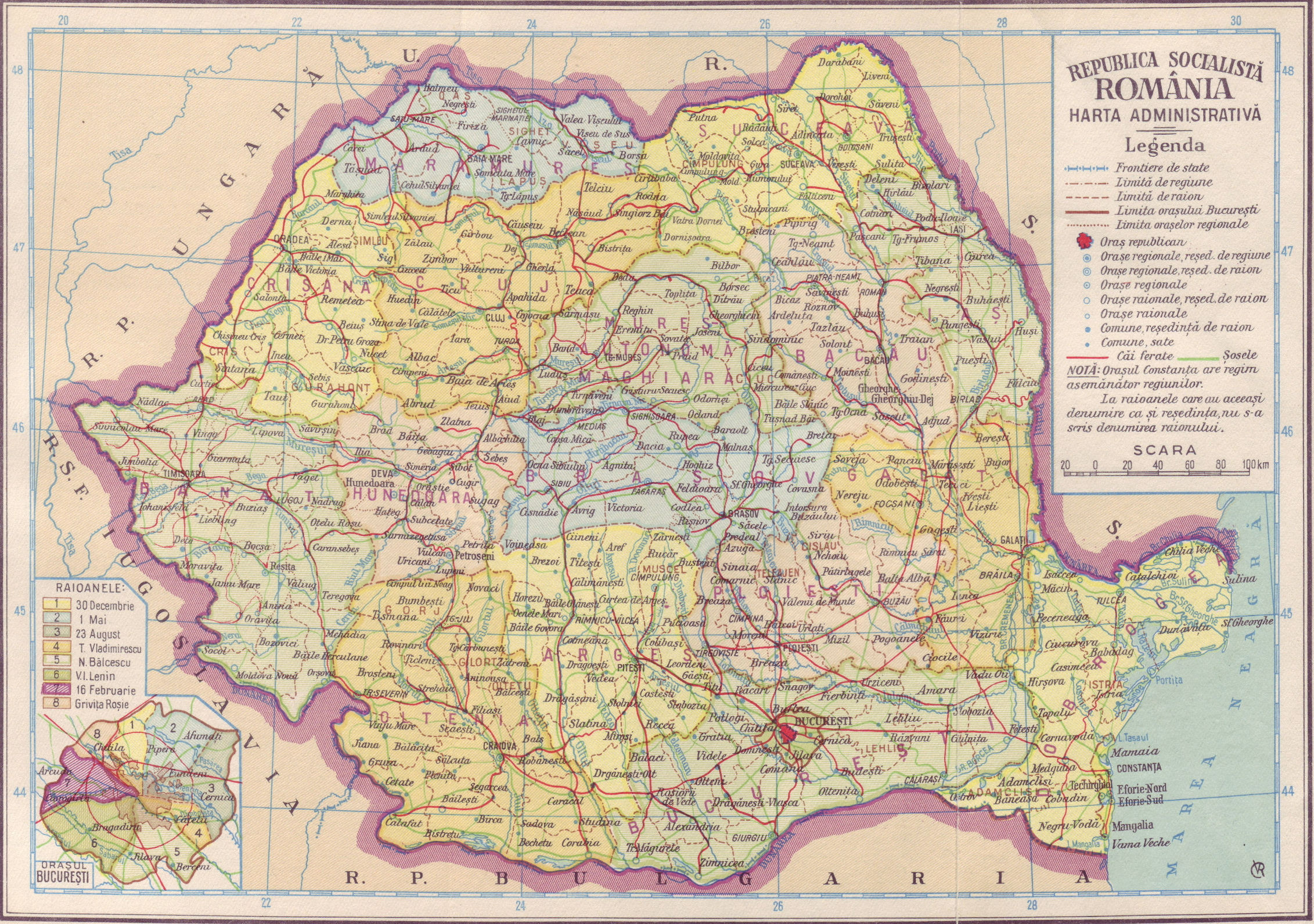
Republica Socialistă România în 1966

Gheorghe Gheorghiu-Dej a murit în 1965 în urma unui cancer la plămâni. După o scurtă luptă pentru putere, în fruntea partidului a venit Nicolae Ceaușescu. Dacă politica lui Gheorghiu-Dej era considerată conservator-stalinistă prin comparație cu noua linie politică hrușciovistă, Ceaușescu a părut inițial un reformist prin comparație cu neostalinismul lui Leonid Brejnev.
În 1965, numele țării a fost schimbat în Republica Socialistă România, iar cel al partidului în Partidul Comunist Român.
În primii săi ani petrecuți în fruntea partidului, Ceaușescu era popular atât în țară cât și în străinătate. Aprovizionarea cu alimente era bună, bunurile de larg consum au reînceput să apară, cenzura a fost slăbită și s-a înregistrat o deschidere culturală spre occident. Momentul de maximă popularitate a lui Ceaușescu a fost cel al discursului de condamnare a invaziei sovietice din Cehoslovacia din 1968. În scurtă vreme însă, popularitatea lui în țară a început să scadă, în ciuda bunului său nume în străinătate. România a continuat să aibă relații bune cu guvernele occidentale și cu instituțiile internaționale precum Fondul Monetar Internațional și Banca Mondială. În timpul lui Ceaușescu, România a stabilit sau a păstrat relațiile diplomatice cu țări precum Germania de Vest, Israelul, China sau Albania, care din diferite motive aveau relații tensionate cu Moscova. 

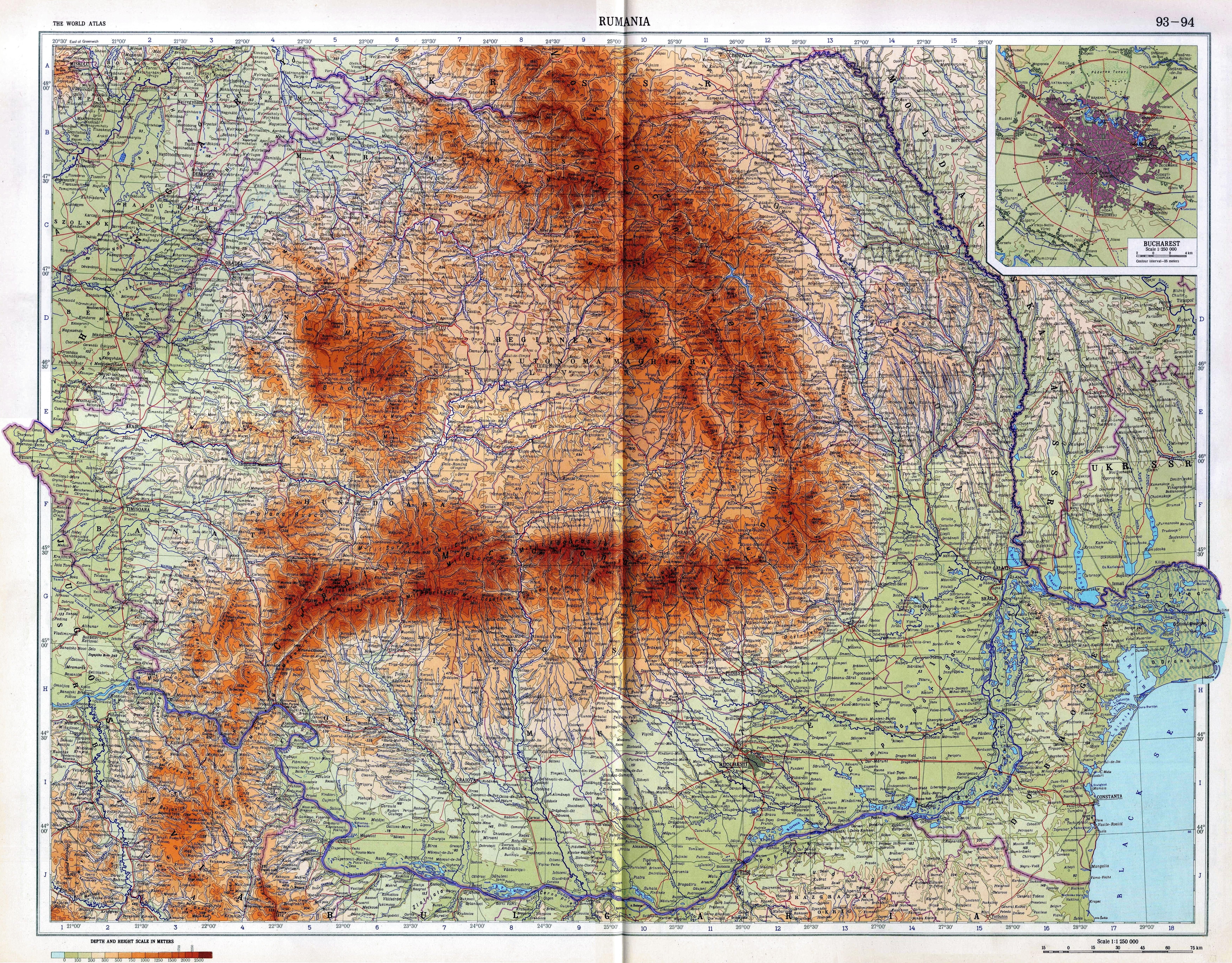
Republica Socialistă România în 1967
(înaintea reformei administrative din 1968)

Perioada de libertate și prosperitate a fost însă relativă.
Chiar de la începutul perioadei în care s-a aflat la putere, în 1966, Ceaușescu a hotărât introducerea unei noi politici demografice, luându-se măsura interzicerii avorturilor și contracepției și sprijinirea creșterii natalității.
Au existat numeroase încălcări ale drepturilor omului, abuzuri tipice statelor autoritare: o poliție secretă supradimensionată, cenzură excesivă, stabilirea de domicilii forțate pentru oponenții regimului, dar nu la aceeași scară ca în deceniul anterior.
În timpul regimului Ceaușescu, s-a desfășurat un proces de negociere între România, pe de-o parte și Israel și Germania de Vest pe de alta, prin care ultimele două au plătit sume de bani pentru a permite cetățenilor români de etnie evreiască sau germană să emigreze. Decretul Consiliului de Stat nr.402 din 1 noiembrie 1982 prevedea următoarele: „Persoanele care cer și li se aprobă stabilirea definitivă în străinătate sînt obligate să plătească integral datoriile pe care le au față de stat, unități socialiste și alte organizații. De asemenea, au obligația să achite în întregime pensiile de întreținere și orice alte datorii față de persoanele fizice. Persoanele cărora li s-a aprobat stabilirea definitivă în străinătate sînt obligate să restituie, în valută, statului roman, cheltuielile efectuate pentru școlarizare, specializare și perfecționare, inclusiv bursele, în cadrul învățămîntului liceal, superior, postuniversitar și doctorat.” Sumele plătite de statul german pentru compensarea cheltuielilor de școlarizare erau împărțite pe categorii, în funcție de nivelul de studii al persoanelor.
Ceaușescu a continuat politica de industrializare inițiată de Gheorghiu-Dej, succesul acesteia fiind însă mai puțin semnificativ ca pe vremea predecesorului său.
După o vizită în Coreea de Nord (1971), Ceaușescu a inițiat o politică megalomană de schimbare a țării (1974), prin așa-numita „sistematizare a teritoriului”. O mare parte a Bucureștiului a fost demolată pentru a face loc unor proiecte faraonice precum Casa Poporului, Centrul Civic, Bulevardul Victoria Socialismului etc. Căderea regimului ceaușist după revoluția română din 1989 a stopat procesul de demolare a satelor și a orașelor, dar a lăsat neterminate numeroase construcții, precum Biblioteca Națională, Centrul Cultural Român (noua clădire a Operei) și Casa Radio. În timpul campaniei de demolare de la sfârșitul deceniului al nouălea, când au fost făcute una cu pământul numeroase clădiri de o mare valoare istorică și artistică, capitala primise porecla „Ceaușima” – o aluzie glumeț-amară la Hiroșima.

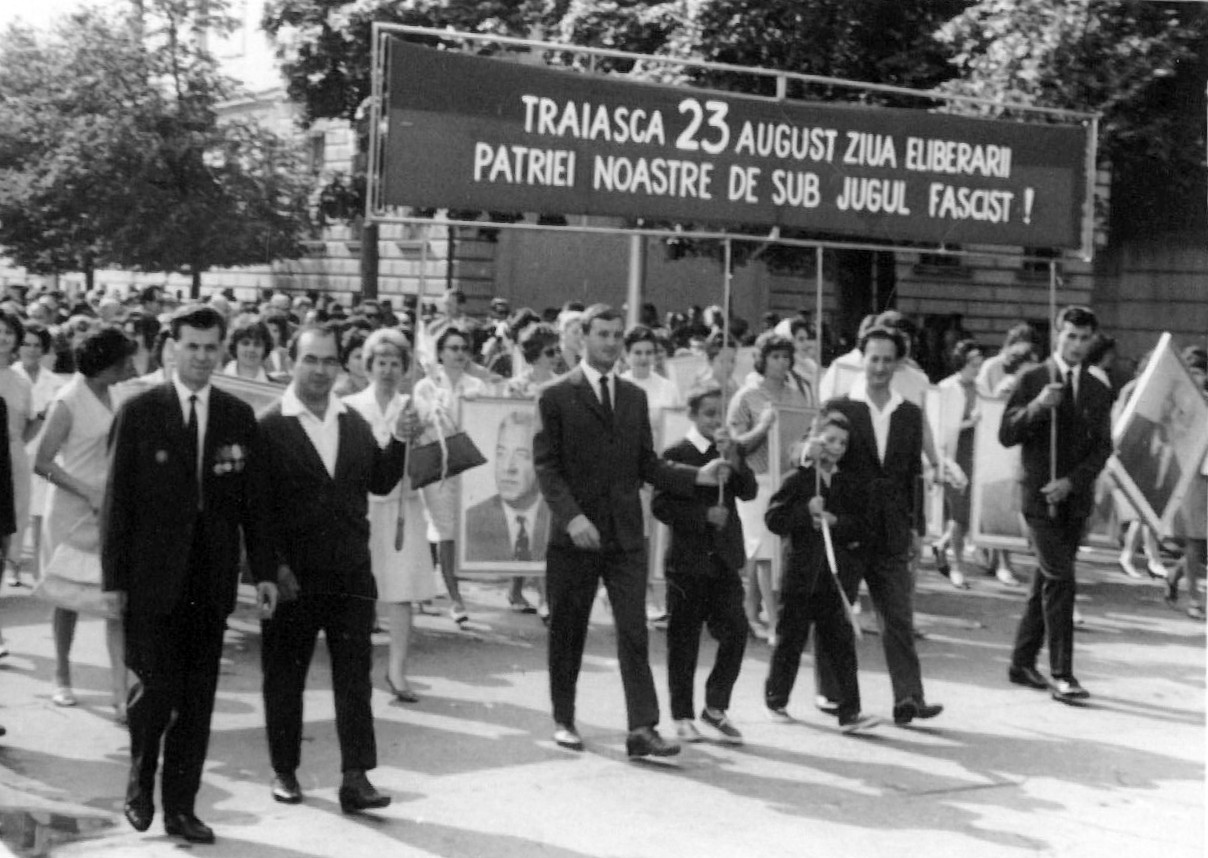
Defilare de 23 August

Până pe la mijlocul deceniului al optulea, Bucureștiul, ca multe alte orașe, s-a dezvoltat, extinzându-se în special spre sud, est sau vest, prin construirea unor cartiere-dormitor la marginea orașului, unele, așa cum este Drumul Taberei, cu o valoare arhitecturală ridicată. În capitală au fost duse la îndeplinire mai multe planuri de conservare a monumentelor (în special în deceniul al șaptelea și începutul celui de-al optulea), dar programele de conservare au fost oprite după ce Ceaușescu a declanșat ceea ce este cunoscut sub numele de „Mica revoluție culturală”. Noua orientare cultural-politică a fost hotărâtă de Ceaușescu după vizitele făcute în Coreea de Nord și Republica Populară Chineză.
Marele cutremur din 1977 a adus uriașe pagube Bucureștiului, s-au prăbușit mai multe clădiri, multe au fost grav afectate. Cutremurul a fost unul dintre pretextele folosite pentru declanșarea marilor demolări din Capitală, demolări prin care au fost distruse nu numai clădiri grav avariate și fără o valoare istorico-culturală, dar și monumente de o mare importanță istorică sau bijuterii arhitectonice precum Mănăstirea Văcărești (1722), Bisericile Sfânta Vineri (1645) și Enei (1611), Mânăstirile Cotroceni (1679) și Pantelimon (1750), Stadionul Republica (Stadionul ANEF, 1926). Chiar și Palatul de Justiție, opera unuia dintre cei mai faimoși arhitecți români, Ion Mincu, era programată pentru demolare la începutul anului 1990, după cum arătau planurile de sistematizare.
S-a ajuns astfel ca, în locul unei politici de reconstrucție, orașul să fie supus demolărilor care făceau loc construcțiilor monumentale noi. În 1990, o analiză a Uniunii Arhitecților afirma că au fost distruse peste 2.000 de clădiri, 77 dintre ele având o mare valoare arhitecturală, cele mai multe dintre ele fiind într-o foarte bună stare. Printre clădirile care urmau să fie demolate se număra și cea a Gării de Nord, monument istoric, care fusese programată pentru demolare în 1992.
România socialistă a avut sisteme sanitare și de învățământ relativ bune, la nivelul celor din alte țări ale lumii în curs de dezvoltare. Nivelul lor a căzut însă spre sfârșitul anilor 1980, când era lipsă de medicamente, aparate medicale etc. Ca un exemplu al urmărilor situației dezastruoase, putem aminti că din cauza lipsei seringilor sterile și a transferurilor de sânge efectuate în condiții neprofesionale și nonigienice, mulți copii au fost infectați cu virusul HIV. 
Nu toate proiectele industriale ale acestei epocii s-au dovedit a fi eșecuri: de exemplu, România și-a construit un sistem energetic eficient și o rețea de distribuție a energiei dezvoltată. În anii lui Ceaușescu s-a construit Metroul din București și un mare număr de locuințe în diferite orașe ale țării.
În deceniul al nouălea, Ceaușescu a devenit obsedat de ideile returnării datoriei externe contractate în Occident și de construire a unui palat (Casa Poporului) cu dimensiuni uriașe, alături de un cartier monumental la fel de grandios (Centrul Civic și Bulevardul Victoria Socialismului). Acestea au dus la crize de aprovizionare cu alimente și bunuri de larg consum. După 1984, în ciuda unor ani buni din punct de vedere agricol și a unei producții mari de alimente, a fost introdusă raționalizarea alimentelor de bază (ca un „mijloc de reducere a obezității”). 
Pâinea, laptele, untul, uleiul comestibil, zahărul, carnea de porc, vită și de pui au fost raționalizate până la căderea regimului comunist în 1989, iar rațiile au scăzut neîncetat. În vreme ce cea mai mare parte a mărfurilor de calitate erau exportate, pe piața internă ajungeau de cele mai multe ori mărfurile refuzate la export. Banii obținuți din exporturi erau folosiți la plata datoriei externe și, după achitarea ultimei rate, la continuarea industrializării forțate.
Românii au consumat mari cantități de „tacâmuri de pui”, ulei comestibil mixt din floarea soarelui și porumb,  "„salam cu soia”", surogat de cafea "„nechezol”", pește oceanic pentru înlocuirea necesarului de carne. Chiar și aceste produse erau găsite cu greu, în această perioadă înregistrându-se o înflorire fără precedent a pieței negre. 
Prin 1985, în ciuda marii capacități de rafinare și a producției importante de țiței, benzina a fost strict raționalizată, circulația în zilele de duminică a fost limitată iar cea din timpul iernii a fost „suspendată temporar” pentru autoturismele proprietate particulară. Numeroase autobuze și taxiuri au fost adaptate pentru funcționarea cu gaz metan. Electricitatea a fost raționalizată pentru a asigura funcționarea industriei grele. Cu toate acestea, întreruperile arbitrare de aprovizionare cu curent electric erau frecvente. Iluminatul stradal a fost redus, iar programul televiziunii naționale a fost micșorat la două ore pe zi. Emisia postului 2 al televiziunii naționale și a posturilor regionale de radio a fost oprită.
Distribuirea agentului termic în timpul iernii și a apei calde menajere a fost redusă, populația fiind obligată să apeleze la improvizații diferite sau, după cum s-a exprimat într-un discurs Ceaușescu, românii au îmbrăcat „o haină în plus”. Un decret din 1988 prevedea, că în toate spațiile publice trebuie menținută o temperatură sub 16oC pe timpul iernii, singurele instituții exceptate fiind școlile și grădinițele. Programul de funcționare a magazinelor a fost schimbat pentru a folosi pe cât posibil doar lumină naturală. Pe piața neagră, țigările Kent și cafeaua naturală au devenit adevărate monede de schimb, fiind folosite pentru procurarea oricărei mărfi sau serviciu. Deținerea de valută străină era interzisă, puținii români care intraseră legal în posesia acesteia puteau să o folosească exclusiv pentru cumpărarea de bunuri din rețeaua magazinelor de stat specializate (shopuri „Comturist”).
Starea de sănătate a populației s-a înrăutățit odată cu scăderea semnificativă a importurilor de medicamente. 
Controlul asupra societății ca întreg a devenit mult mai strict, cenzura a fost extinsă iar Securitatea a recrutat noi agenți-informatori și a mărit numărul de posturi telefonice puse sub observație. Numărul românilor care aveau dosare de urmărire a crescut. În conformitate cu dezvăluirile CSAS, în 1989 unul din trei români era informator al Securității. În aceste condiții, veniturile din turism au scăzut substanțial, numărul de turiști străini a scăzut cu 75%, cele mai importante agenții de turism străine care organizau vacanțe în România, au renunțat la afacerile din țară în 1987.
Canalul Dunăre-Marea Neagră, după un efort de aproape un deceniu, a fost dat în funcțiune. A fost început Canalul Dunăre-București. Lucrările la acest canal au fost abandonate în 1990. Au fost date în funcțiune mai multe canale de irigații. S-au făcut eforturi pentru îmbunătățirea sistemului de căi ferate prin electrificarea mai multor linii principale și prin crearea unui sistem modern de control al circulației. A crescut numărul de hidrocentrale, (cea mai importantă fiind cea de la Porțile de Fier de pe Dunăre) și a fost începută construirea centralei nuclearo-electrice de la Cernavodă. Flota maritimă a devenit una dintre cele mai mari din lume, dotată cu nave construite în mai multe șantiere navale, cel mai important fiind cel de la Constanța. A fost construit un nou port maritim, Portul Constanța Sud-Agigea. În țară au fost construite mai multe uzine ale industriei constructoare de mașini, chimice și de prelucrare a petrolului.
Moștenirea negativă a acestei perioade a fost o industrie grea supradimensionată, folosind metode de producție învechite, mare consumatoare de resurse, producătoare de mărfuri cu valoare mică sau de complexitate scăzută. Capacitatea de rafinare a țării era de peste 10 ori mai mare decât necesarul, producția de oțel depășea de 2,5 ori, iar producția de aluminiu depășea de 5 ori nevoile țării. O mare parte a acestei supraproducții nu putea fi vândută la export la prețuri care să justifice importurile de materii prime. Industria ușoară era puțin dezvoltată, iar producția de bunuri de larg consum se afla la un nivel ridicol de mic. Numeroase bunuri de folosință îndelungată erau așteptate cu anii mai înainte de a fi cumpărate – pentru un automobil Dacia se aștepta peste 5 ani, în condițiile în care modelul de bază nu fusese schimbat de la cumpărarea licenței din anii 1960. Rețeaua națională de drumuri se afla într-o stare avansată de degradare, aflându-se la nivelul anilor 1950, singura autostradă, București-Pitești, având o lungime de aproximativ 100 km. 

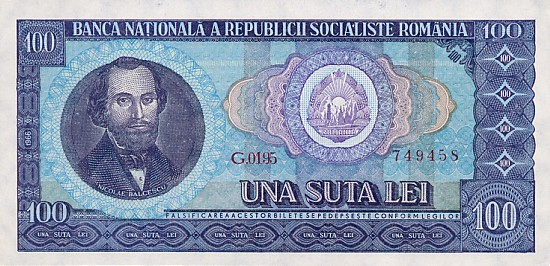
Bancnotă cu valoarea nominală de 100 lei, ediția 1966 (avers)

Rețeaua telefonică era una dintre cele mai proaste din Europa, cu tehnologii din anii 1930-1960 și cu un număr insuficient de posturi telefonice. În România existau în 1989 aproximativ 700.000 de posturi telefonice la o populație de 23 de milioane de cetățeni. Postul național de televiziune emitea în timpul săptămânii numai 2 ore pe zi, în special materiale de propagandă, cei mai mulți români alegând să urmărească emisiunile televiziunilor din statele vecine (Bulgaria, Serbia, Ungaria sau Uniunea Sovietică), în zonele în care semnalul acestora era suficient de puternic, folosind antene artizanale sau mici antene parabolice. Aproape că nu existau computere personale la populație, în întreprinderile de stat existând un număr redus de calculatoare, folosite în producție.
S-au făcut investiții în industrie fără nicio preocupare pentru protecția mediului. Nivelurile de poluare erau foarte crescute chiar și pentru standardele mai permisive din Europa Răsăriteană comunistă. Printre cele mai poluante întreprinderi s-au numărat fabrica de negru de fum de la Copșa Mică și combinatul siderurgic de la Hunedoara. Ceaușescu a aprobat planuri, parțial puse în practică, pentru desecarea unor întinse terenuri din Delta Dunării și exploatarea agricolă a zonei.

## Relații externe
Politica externă a României a fost aliniată cu toate națiunile care au fost aliniate cu Uniunea Sovietică. Sub regimul lui Ceaușescu, România socialistă a avut relații strategice cu Blocul de Vest și Mișcarea Nealiniate și a fost singura țară din blocul estic care nu a boicotat Jocurile Olimpice de vară din 1984 de la Los Angeles.
În urma diviziunii chino-sovietice, România a menținut, de asemenea, relații cu Republica Populară Chineză și Coreea de Nord, precum și cu Kampuchea Democrată condusă de Khmerii Roșii, susținută de chinezi.
România a aderat la Națiunile Unite la 14 decembrie 1955 precum și la Fondul Monetar Internațional și la Banca Mondială în 1972. În iulie 1980, România a semnat un acord comercial cuprinzător cu Comunitatea Economică Europeană; care la rândul său a devenit Uniunea Europeană în 1993, când România a aderat în 2007.

## Consecințele politicii economice

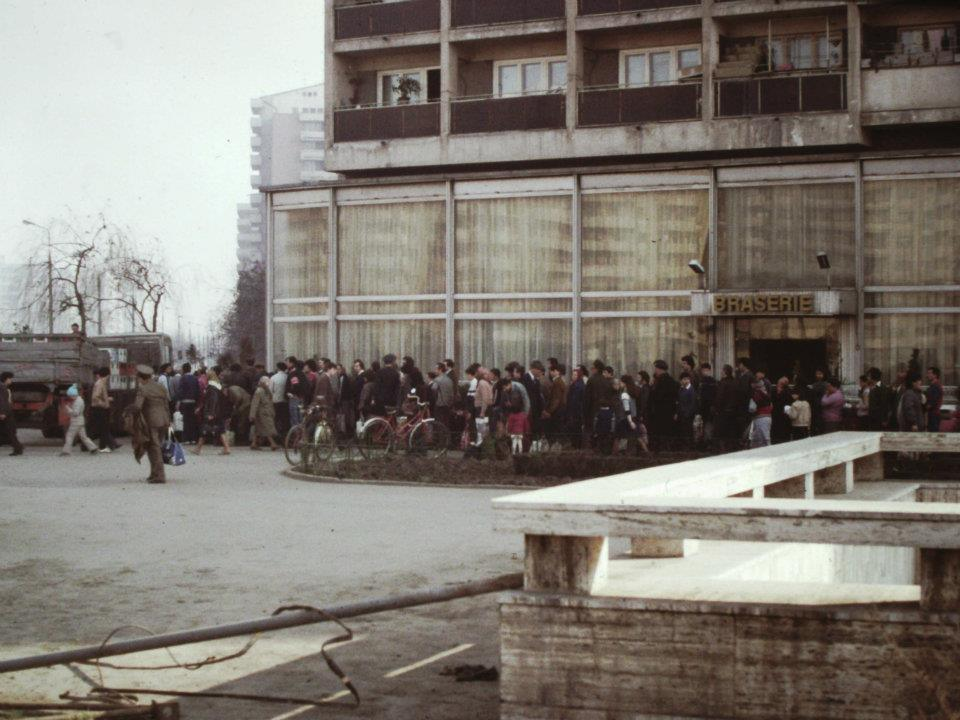
Bucureșteni stând la coadă la Bucur-Obor, în 1986

### Industria
Nicolae Ceaușescu a introdus sub regimul său, un plan de dezvoltare economică în care, mai ales industriei i se imprima un ritm absurd. De exemplu, industria metalurgică, în special cea siderurgică, într-o țară în care resursele de minereu de fier și cărbune nu sunt deosebite, în condițiile în care cererea pe piața mondială nu mai era așa de mare datorită unei adevărate revoluții tehnologice. La toate acestea se adaugă criza energetică mondială care își făcuse simțită apariția.
Ramurile în care politica economică a partidului a fost extrem de neprevăzătoare au fost siderurgia și petrochimia.

#### Siderurgia
În 1975 România importa 10.878.700 de tone de minereu de fier și producea 449 kg oțel pe cap de locuitor. Pentru că producția planificată trebuia să ajungă la 1000 kg s-a construit, pe lângă giganticul combinat de la Galați, încă unul, de dimensiuni asemănătoare, la Călărași. În anul 1981 importurile de minereu de fier au crescut la 15 016 000 tone.

#### Petrochimia
Deși producția internă de petrol a scăzut continuu după anul de vârf 1976 (1976=14.700 000 tone, 1981= 11 600 000 tone) și în ciuda crizei petrolului de după 1973, partidul a mărit totuși capacitatea de rafinare care a ajuns de la 18 500 000 tone în 1973, la circa 33 000 000 tone în 1980. România, și așa lipsită de valută forte, a fost obligată să cheltuiască tot mai mult pentru importurile de petrol, care au însumat 14. 143.300 tone în 1973, 15.000.000 tone în 1980, 12.900.000 tone în 1981, 10 900.000 tone în 1982, firește la ruinătorul preț al pieței mondiale.
Discrepanța dintre capacitatea de prelucrare a rafinăriilor și posibilitatea de achiziționare a petrolului a făcut ca în anul 1984, circa 35 % din capacitatea de prelucrare a rafinăriilor să nu fie folosită.

### Agricultura
Partidul Comunist Român în frunte cu Nicolae Ceaușescu își arată „neputința soluționării problemelor agriculturii” care fac din România o „țară cu cronice crize alimentare”. „Politica partidului a tratat întotdeauna agricultura și țărănimea cu indiferență și nepricepere”.
Astfel în primăvara lui 1983 conducerea partidului, a emis nu mai puțin de cinci decrete privind agricultura menite să rezolve criza, care nu fac decât să întărească controlul central.. Gradul de pervertire a firescului se vede din preambulul unuia dintre decrete care arată că creșterea vitelor trebuie să fie o cinste și o datorie de onoare. Un decret introduce un nou sistem de achiziții forțate de la țărani, obligați să contracteze animale doar cu statul și să le vândă la prețul fixat de acesta. Un altul introduce pedepse aspre, amenzi și închisoare pentru tăierea particulară a animalelor, precum și obligativitatea fiecărei gospodării țărănești de a înregistra toate animalele din ogradă la primărie. Alt decret reglementa strict prețul de vânzare al produselor țărănești, fixându-le la un plafon foarte jos.
În 1983, anul de secetă iese în evidență precaritatea programului de modernizare când, deși încă din 1976 se propusese irigarea a 3.200.000 hectare, suprafața irigată în 1982 era doar de 2 380 000 hectare. Ca urmare producția declarată de cereale a fost de numai 20 milioane de tone. La mijlocul anilor '80, România ajunsese la o producție de 8,5 milioane de tone de grâu (1988) și 11,9 milioane de tone de porumb (1985), însă după căderea comunismului, infrastructura agricolă se află în paragină, sistemele de irigații au fost furate sau distruse, parcul de mașini agricole în mare parte casat, suprafața agricolă fiind extrem de fărâmițată, iar nivelul producției de cereale a României înregistrat în anul 2007 s-a situat la 7,8 milioane de tone.
În privința forței de muncă România folosea un număr uriaș de muncitori agricoli (3 milioane în 1981) sau 28,9% din totalul populației ocupate, practicând așadar o agricultură înapoiată și ineficientă. Pe de altă parte cantitatea de îngrășăminte livrată agriculturii de industria chimică era încă insuficientă, România importând în continuare din Apus îngrășăminte și semințe selecționate.

### Construcțiile megalomanice
După modelul altor șefii de stat comuniști, ca Mao Zedong sau Kim Ir Sen, în Capitală încep adevărate lucrări faraonice, prin care se risipesc enorme fonduri financiare. Aceste construcții, numite de ulterior de către unii ca fiind megalomanice, culminează cu Casa Poporului, devenită acum Palatul Parlamentului. Ridicată alături de un bulevard luxos, mai lung și mai larg decât Champs-Élysées (ce se dorea a fi "Bulevardul Victoria Socialismului"), Casa Poporului a ajuns să fie a doua din lume ca mărime, între clădirile administrative, fiind întrecută doar de Pentagon.

### Ceaușescu izolat
De-a lungul anului 1989, Ceaușescu devine tot mai izolat în lagărul comunist. În august 1989, el propune o întâlnire la vârf pentru a discuta problemele comunismului est-european și a „apărării socialismului” în aceste țări. Această propunere este însă respinsă atât de către statele Pactului de la Varșovia, cât și de către China.

### Investiții ruinătoare de aproape 9 miliarde de dolari
Vârful datoriei externe a României a fost de 10 miliarde 170 milioane de dolari, potrivit declarației lui Răzvan Temeșan, șeful Direcției de Credite Externe din Banca Română de Comerț Exterior. Pe de altă parte Ceaușescu a investit aproape 9 miliarde de dolari în întreaga lume (Irak - 2,6 miliarde dolari, Ucraina - peste 1 miliard de dolari, Cuba - un miliard de dolari, Egipt - 470 milioane de dolari, Siria, Angola, Zambia, Mozambic, Libia, etc).
România a construit drumuri, foraje petroliere, căi ferate, fabrici ciment și armament, lucrări de irigații (Irak]), un oraș ucrainean cu 20.000 de locuitori, Dolînska, construit în întregime de români și combinatul-colos KGOKOR din apropierea orașului ce se întinde pe 1300 de hectare, unde s-au oprit lucrările în 1997 și a devenit țină pentru hoții de fier vechi (Ucraina), de la armament la tractoare sau camioane, inclusiv uzina de crom-nichel Las Camariocas (Cuba), rafinării, fabrici de ciment, combinate chimice, irigații pe mii de hectare-investiții derulate prin Industrial Export, o companie a statului (Siria), drumuri, zeci de școli, sute de blocuri, arme. (Libia), fabrici de ciment și de produse chimice, linii electrice de înaltă tensiune, conducte de alimentare cu apă pe zeci de kilometri (Egipt). Toate aceste obiective au fost construite de români din ordinul lui Ceaușescu și s-au dovedit ruinătoare pentru România căci ele s-au transformat în datorii. 
În 2011, datele oficiale vorbesc de suma de 2 miliarde și jumătate de dolari care mai trebuie primită de România. Diferența a fost fie redusă sever prin convențiile internaționale (Irak - 80%, Mozambic - 90%), restul fiind reeșalonată pe foarte mulți ani în cazul sumelor mari (Irak) sau plătită în cazul sumelor mici ori în bani (Mozambic), ori cel mai adesea în produse (Egipt - detergenți de tip Jax și Smash sau insecticide, Vietnam - orez de 18 milioane euro), fie cumpărată de firmele specializate în recuperarea datoriilor (la 5-10% din valoare, 10% - Zambia , 3 milioane din 30 milioane) fie ,,s-a pierdut” (Ucraina).
Irakul datora României 2,6 miliarde dolari în 2005. Clubul de la Paris, aceeași instanță care în 1981 obliga România să-și plătească datoriile, în 2005 ne-a cerut să iertăm datoria statului irakian în proporție de 80%, mai mult de 2 miliarde de dolari, iar restul datoriei a fost eșalonat pe 23 de ani cu 5 ani de grație. În 2007, printr-un acord semnat, s-a redus datoria externă a Mozambicului față de România cu 90%, cu condiția ca restul să fie plătită. În Ucraina o investiție de aproape un miliard de dolari nici măcar nu apare pe vreo listă oficială pentru recuperare. În 1990 datoria Siriei se ridica la o sută de milioane de dolari. După "89, Industrial Export a recuperat în conturile proprii 36 de milioane de dolari.

### Datoria externă
În 1981, Republica Socialistă România atingea vârful datoriei externe, de aproape 11 miliarde de dolari, și se afla astfel la mâna FMI și a țărilor creditoare.
În urma negocierilor purtate cu cei mai mari creditori internaționali, Nicolae Ceaușescu a luat hotărârea ca România să își plătească datoriile înainte de termen.
O mare parte din producția agricolă și industrială s-a îndreptat către export, ceea ce a dus la raționalizarea produselor alimentare, și s-a transformat inevitabil în interminabilele cozi la mâncare.
Însă în primăvara anului 1989, președintele Nicolae Ceaușescu a anunțat că România și-a încheiat socotelile cu creditorii internaționali și nu mai este datoare nimănui.
Ba mai mult, România chiar avea de recuperat datorii și avea în conturi peste două miliarde de dolari.
Cu toate acestea, populația răbda de foame.

### Lipsa principalelor bunuri de consum
În perioada 1981-1989 în magazine nu se găseau în mod curent carne, ouă, lapte. „Lipsurile de tot felul, mai ales cele alimentare au devenit acute și cronice din toamna lui 1981”. Atunci sunt reintroduse cartelele desființate în 1954, fiind raționalizate pâinea, laptele, uleiul, zahărul și carnea.
În magazine nu se găseau în mod curent carne (pui, porc, vită), ouă, lapte. Ca produse din carne puteai găsi curent doar pește înghețat (stavrid, cod, merluciu) sau proaspăt (crap, caras, biban, știucă, roșioară, guvizi-în localitățile de lângă mare, șalău și somn-care erau scumpe), conserve de pește (rusești), tacâmuri de pui (gheare și gâturi), picioare de porc (numiți adidași), salam cu soia, scoici albaneze, creveți în ulei. Din când în când se mai găseau cu coadă unele conserve de carne de vită, organe (pipote, inimi), oase pentru ciorbă și,,acordeoane" (coaste de porc-n.r.). Micii erau vânduți prin parcuri și piețe iar carnea roșie (pui, porc, vită) putea fi consumată la restaurant la prețuri de 4-5 ori mai mari.
La ouă, lapte și produse din lapte (unt, smântână și telemea, aproape singurul tip de brânză care se găsea) se stătea la cozi interminabile. În loc de lapte se folosea laptele praf. Cașcavalul, urda și cașul erau mărfuri rare și scumpe, iar celelalte lipseau cu desăvârșire. Iaurtul se putea găsi relativ frecvent.
Fructele care se găseau erau numai cele locale (mere, pere, prune, struguri, cireșe, vișine, pepeni, gutui, caise, piersici). Bananele, portocalele, mandarinele, lămâile, ananasul (în compot la cutie) erau rare și oamenii stăteau la cozi uriașe pentru a le cumpăra măcar pentru cei mici de sărbători. La salate oamenii foloseau suc de lămâie concentrat (artificial) sau oțet.
Multe din dulciurile existente (ciocolată, gume, bomboane) erau numai cele autohtone care erau de proastă calitate, mulți români preferând să le ocolească pe cele mai multe dintre ele. Ciocolata, guma, bomboanele de calitate erau rare și se obțineau ori stând la cozi imense, ori printr-o pilă, ori de la cineva care mai venea din străinătate. Spre sfârșitul perioadei comuniste, 1987-1989 au început să pătrundă unele produse (gumă, etc) din Iugoslavia și Polonia. Românii se mulțumeau în mod obișnuit cu gemuri și dulcețuri care erau făcute din fructe autohtone, compoturi, rahat și tradiționala eugenie. Mierea era scumpă. Prăjiturile și fursecurile, pe care le puteai cumpăra de la cofetării, erau însă răspândite și de bună calitate, fiind pregătite natural. Mai puteau fi găsiți uneori pufuleți sărați sau dulci (rar), pufarine și stafide.
Sucurile care se găseau erau de producție autohtonă (Cico, Lămîița, siropuri). Brifcorul și Pepsi erau rare. Se mai găsea din când în când nectar bulgăresc care era însă scump.
Nucile erau cele mai frecvente. Alunele se găseau rar, migdalele aproape niciodată. Semințe, pachete de gumă și gume cu surprize(ambele străine) puteau fi cumpărate de la vânzătoare ambulante particulare care comercializau produsele cu îngăduința și complicitatea Miliției.
După cafea naturală tânjea toată lumea, dar se găsea foarte rar și era foarte scumpă. Ea era înlocuită în mod curent cu nechezol sau, mai rar, cu inka. Nesul era și el o raritate. Ceaiurile curente erau cele medicinale, autohtone și ceaiul chinezesc. Ceaiul englezesc era la mare căutare.
Oamenii se hrăneau în mod obișnuit cu legume, fructe și pește, toate autohtone. Carnea de pui, porc, vită, oaie, laptele, brânza, untul, smântâna și ouăle, fructele de import, cafeaua, orezul și făina lipseau în mod curent din magazine. Printre bunurile „care făceau obiectul fascinației și dorinței intense a populației”, erau și „cafeaua, portocalele, bananele, ciocolata, bomboanele «cubaneze», guma de mestecat, băuturile răcoritoare Pepsi ori Coca Cola”.
„Se poate spune fără exagerare, că în România anilor 80, calitatea vieții s-a degradat simțitor față de nivelul pe care-l atinsese cu un deceniu mai înainte”, concluzionează istoricul Vlad Georgescu. „Comuniștii români ai președintelui Ceaușescu au dat puține semne că își dau seama de gravitatea situației în care au adus țara sau că se preocupă de căile scoaterii ei din criză”, adaugă același istoric.
În 1989, Ceaușescu pare a ignora total situația dezastruoasă în care se afla țara. El face referință în cuvântările sale la „înaltul nivel de trai” atins sub conducerea sa, fără precedent în istoria României, iar televiziunea națională arată imagini ale conducătorului vizitând magazine special aprovizionate pentru camera de luat vederi, cu rafturile pline de bunuri alimentare. Ca să mascheze criza de alimente, Iulian Mincu, medicul personal al lui Ceaușescu, a inventat un program de „alimentație rațională”, motivând că nu e sănătos ca un adult să consume mai mult de 3.000 de calorii pe zi. Alimentele de bază (zahăr, ulei, carne) sunt raționalizate la 1 kg/lună de persoană, iar populația trece prin momente extrem de dificile, petrecând nenumărate ore pe zi stând la cozi interminabile în fața magazinelor alimentare care nu aveau mai nimic de oferit. Astfel, 76%, adică peste trei sferturi din populația intervievată care a cunoscut situația de dinainte de 1989, "stătea la cozi pentru a cumpăra alimente mai des decât lunar, iar peste jumătate (55%) stătea la cozi pentru a cumpăra alimente mai des sau săptămânal. Produsele de import precum cafeaua sunt înlocuite cu surogate (nechezol). Produsele alimentare pentru export sunt înlocuite pe piața internă cu surogate (salamul cu soia) sau subproduse fără căutare la export (picioare și căpățâni de porc, numite ironic de popor „adidași și calculatoare”). Politica economică de planificare centralizată conduce la prețuri aberante, fără nici o legătură cu realitatea economică. Producția este orientată spre investiții industriale megalomanice, bunurile de larg consum fiind produse în cantități insuficiente. Mai importante decât banii devin „relațiile”, mărfurile sunt vândute „pe sub mână”, o criză morală distorsionează întreaga societate. Circula vorba că o „pilă” în comunism este mai valoroasă decât o moșie în capitalism. Nomenclatura, activiștii de partid, se aprovizionează din magazine speciale și case de comenzi la care oamenii obișnuiți (inclusiv membrii de rând ai Partidului) nu au acces.

### Frig și întuneric
Temperaturile din case ajung iarna între 5-12 grade în apartamentele celor mai mulți dintre românii care stau la bloc. Raportul Comisiei Prezidențiale pentru Analiza Dictaturii Comuniste din România (pag 423) face referire la „obligarea populației la un trai în condiții insuportabile, la temperaturi sub 10 grade C”. Apa caldă este livrată din ce în ce mai rar, cam două ore ore zilnic iar adesea la etajele superioare aceasta nu ajungea deloc. Lumina începe să fie întreruptă în fiecare zi cel puțin o oră, seara. „Din ianuarie 1982 s-a început limitarea distribuirii energiei electrice către populație; până la căderea regimului comunist în 1989, livrarea curentul electric către populație se oprea de câteva ori pe zi, fără niciun program ori logică aparente și fără anunțarea prealabilă a consumatorilor casnici. Simultan, cetățenii erau îndemnați să economisească energia electrică prin scoaterea din funcțiune pe timpul iernii a frigiderelor, prin neutilizarea mașinilor de spălat și a altor bunuri electrocasnice sau prin nefolosirea ascensoarelor”. Benzina, deși raționalizată, devine greu de găsit. Consumul de energie pentru populație a scăzut forțat cu 20% în 1979 și 1982, apoi cu 50% în 1983, iar în 1985 cu încă 50% față de anii precedenți.

### Un uriaș lagăr de concentrare
Peisajul social seamănă teribil cu cel descris de George Orwell în romanul 1984. Oamenii sunt mânați în turmă la demonstrațiile de susținere a regimului și a președintelui. Elevii, studenții și militarii adună recoltele prin „muncă voluntar-patriotică” sau „practică agricolă”, eufemisme folosite pentru munca obligatorie. (Practica agricolă devine „materie de studiu” anuală în toate facultățile, „nota” obținută având pondere în calcularea mediei de absolvire). Întreaga țară capătă aspectul unui uriaș lagăr de concentrare, unul din care unii curajoși au încercat să scape trecând Dunărea înot, fugind cu câte un mic avion utilitar, sau cerând azil politic dacă aveau ocazia să iasă în Occident cu ocazia unor concursuri sportive sau artistice.

## Fenomene de dizidență
Cele mai importante voci ale disidenței individuale au fost: scriitoarea Doina Cornea, matematicianul Mihai Botez, istoricul Vlad Georgescu, preotul ortodox Gheorghe Calciu-Dumitreasa, scriitorul Dorin Tudoran, inginerul Radu Filipescu, scriitorul Dan Petrescu, poetul Mircea Dinescu, inginerul Gheorghe Ursu, muncitorul Iulius Filip, grupul de jurnaliști de la Europa Liberă, Liviu Babeș, Christian W. Schenk, Virgil Ierunca, Monica Lovinescu și alții.
În ianuarie 1977, Paul Goma i-a trimis o scrisoare liderului mișcării disidente Carta 77, Pavel Kohout, în care își exprima solidaritatea cu disidenții cehi și slovaci. după doar o lună, Goma i-a transmis o scrisoare lui Nicolae Ceaușescu, în care îl invita să semneze împreună documentul programatic al Cartei "77. De asemenea, Paul Goma și alte șapte persoane au adresat participanților la conferința pentru Securitate și cooperare, care se ținea la Belgrad, în februarie 1977, o scrisoare deschisă, în care protestau împotriva opresiunii și a încălcării drepturilor constituționale în România. Ulterior, scrisoarea a fost semnată de mai mult de 200 persoane, dintre acestea doar câteva fiind nume cunoscute. Textele redactate de Paul Goma au fost expediate și posturilor de radio occidentale care le-au difuzat ulterior. Arestat și interogat de Securitate, hărțuit după punerea în libertate, Paul Goma a fost nevoit să emigreze. aceasta a însemnat sfârșitul mișcării scriitorului.
Disidența ortodoxă s-a manifestat în primul rând prin predicile ținute de părintele Calciu-Dumitreasa în Biserica Radu Vodă din București. Adresate mai ales tineretului, ele ocoleau politica pentru a se concentra cu precădere asupra raportului dintre ateism, credință și marxism. Regimul le-a socotit însă suficient de periculoase pentru a-l condamna pe autorul lor, care petrecuse deja 16 ani în închisoare (1948-1964) la încă zece.
O disidență muncitorească a fost înființarea unui sindicat liber, SLMOR (Sindicatul Liber al Oamenilor Muncii din România, martie 1979) cu secții în Muntenia, Banat și Transilvania, însumând peste 2000 de membri. Sindicatul care cerea în primul rând acordarea dreptului de asociere, apoi tot felul de drepturi muncitorești inexistente în societățile comuniste, nu a trăit decât două săptămâni, conducătorii săi precum și mulți dintre membrii săi dispărând sau sfârșind în închisoare. Crearea SLMOR venea la numai doi ani după greva celor 35 000 de muncitori din Valea Jiului (august 1977) și conducerea partidului s-a grăbit să înăbușe rapid mișcarea.
Radu Filipescu reprezintă prin curajul său un caz aparte: el este cel care, în 1983, a tipărit și a
împărțit prin București zeci de mii de manifeste chemând la grevă generală. O asemenea faptă a fost încadrată de justiția comunistă la infracțiunea de propagandă împotriva ordinii socialiste, conform articolului 166, paragraful 2 din Codul Penal, și „răsplătită” cu 10 ani de închisoare. Eliberat după trei ani în urma intervențiilor internaționale, a făcut ulterior foarte multe pentru protejarea deținuților politici întâlniți în închisoare prin popularizarea lor în
Occident. (pag 372)
Doina Cornea a fost una dintre personalitățile disidente cu activitate de lungă durată, începută încă din 1982, cu o primă scrisoare trimisă la Europa Liberă. Preocupată la început doar de declinul educației sub comunism, critica ei, inspirată de morala creștină și tradițiile intelectuale interbelice, s-a radicalizat după greva muncitorilor de la Brașov din 1987. Până la căderea regimului, a fost una dintre vocile critice cele mai radicale, autoare a unui text ce propunea un amplu program de reforme, capabilă să atragă
solidaritatea altora în critica pe care a lansat-o față de aberantul program de sistematizare.
Dorin Tudoran a fost, după momentul Goma, primul scriitor român care a decis, în 1982, să facă publică atitudinea sa critică față de regimul comunist, evoluând rapid de la o critică limitată la domeniul literar la un atac la adresa sistemului însuși. Împins de autorități să emigreze în 1985, el a fost unul dintre extrem de activii susținători din emigrație ai disidenților din țară prin intermediul postului Vocea Americii.
Ulterior, la sfârșitul anilor 1980, alături de Vladimir Tismăneanu, a contribuit la publicarea
primei (și singurei) reviste dedicate culturii alternative din România comunistă, „Agora"
Dan Petrescu a ieșit public pentru prima dată la începutul lui 1988, dar în cei doi ani până la căderea comunismului a devenit poate criticul cel mai prolific și cel mai subtil al regimului Ceaușescu. Pe lângă numeroase analize scurte asupra sistemului comunist și mecanismelor sale de control, el este coautorul, împreună cu Liviu Cangeopol, al unei radiografii excepționale a României din ultimii ani ai dictaturii
ceaușiste. Textul respectiv, un dialog de lungimea unei cărți, a reprezentat la vremea respectivă cea mai radicală critică a comunismului românesc, care cerea schimbarea sistemului comunist însuși. Bazat pe informații directe și exemple luate din viața cotidiană, volumul respectiv rămâne și astăzi o sursă valoroasă pentru studiul comunismului. În plus, merită menționat faptul că Dan Petrescu și Doina Cornea sunt co-semnatarii unei scrisori colective, care cerea ca la Congresul al XIV-lea din noiembrie 1989 Ceaușescu să nu mai fie reales.
Gheorge Ursu a fost asasinat din cauza jurnalului său în arestul de la Rahova.
Liviu Babeș a fost un schior care și-a dat foc pe pârtie în semn de protest față de politica lui Nicolae Ceaușescu.

## Mișcări de protest împotriva regimului

Monumentul luptătorilor anticomuniști din Brașov

- 1981: complotul militar eșuat al generalului Ion Ioniță, ministru al apărării[26]
- Greva minerilor din Valea Jiului din 1977
- Revolta muncitorilor de la Brașov (14-15 noiembrie 1987): Revolta s-a declanșat la întreprinderea de Autocamioane Brașov, printr-o grevă începută în noaptea de 14 noiembrie, la schimbul III, și continuată a doua zi dimineața cu un marș până în centrul orașului. Sediul comitetului județean de partid a fost devastat. Forțele de miliție și de securitate au folosit gaze lacrimogene. În următoarele săptămâni au avut loc manifestări de solidarizare cu muncitorii brașoveni. Pe 22 noiembrie 1987, trei studenți brașoveni (Cătălin Bia, Lucian Silaghi și Horia Șerban) au afișat în fața cantinei studențești din Complexul Memorandului o pancartă pe care scria „Muncitorii arestați nu trebuie sa moară”. Ca urmare, ei au fost exmatriculați si deportați. În 12 decembrie 1987, un alt grup de studenți brașoveni (Mihai Torjo, Marian Brâncoveanu și Marian Lupou) au cerut eliberarea lor, scriind lozinci pe pereții interiori a două clădiri ale Universității Brașov. Au fost și ei exmatriculați și arestați.

Mai multe sute de persoane au fost arestate si anchetate. În urma anchetei au fost condamnate 61 de persoane. După simulacrul de proces din 3 decembrie 1987, desfășurat la Clubul Întreprinderii de Autocamioane, celor condamnați li s-a impus domiciliu obligatoriu, fiind îndepărtați din Brașov.
- Mișcarea disidentă

Spre deosebire de Uniunea Sovietică din aceeași perioadă, România nu avea o elită privilegiată numeroasă. În afară de grupul restrâns al familiei Ceaușescu, oficialii guvernamentali erau deseori rotiți de la un post la altul și dintr-un județ în altul, pentru a reduce șansele ca aceștia să-și dezvolte propriile baze de susținători. Această politică a împiedicat apariția unor comuniști reformiști, așa cum au fost aceia ai epocii gorbacioviste în URSS sau în Ungaria. Spre deosebire de situația din Polonia, Ceaușescu a luptat împotriva oricărei tentative de grevă prin cele mai violente mijloace de represiune. România a avut ultimul regim comunist care s-a prăbușit în Europa Răsăriteană și a fost cel a cărui înlăturare s-a făcut cel mai violent.

## Media

### Televiziunea
Începând din 1985 programul de televiziune al unicului post de televiziune a fost redus la două ore și el conținea ,,în mare parte emisiuni de proslăvire lui Nicolae și Elena Ceaușescu." În aceste condiții majoritatea românilor își instalau antena pentru bulgari, reușind astfel să se uite la posturile bulgărești de televiziune. Unii români reușeau să prindă și posturile iugoslave de televiziune dar pentru acest lucru trebuia să fii mai aproape de granița cu Iugoslavia sau, dacă erai mai departe, să ai o antenă specială. Foarte puțini oameni români aveau televizoare color (unica firmă românească de profil era ELECTRONICA, producătoarea televizorului TELECOLOR), care erau foarte scumpe (14.400 lei). În 1981, România devenise singura țară din Europa care încă transmitea doar în format alb-negru, după ce albanezii făcuseră trecerea la transmisiunile color. În 1983, pe 23 august, s-a făcut prima transmisie color în România. Dacă în 1984 proporția programelor color era de 20% în raport cu cele alb-negru, în 1989 s-a ajuns până la procentul de 80%.

### Cinematografia
La cinema, la filmele bune, biletele se vindeau de către speculanți la suprapreț. Aveau succes filmele indiene, seriile „Jandarmii” și „Piedone”. Aparatele video VHS se închiriau pe noapte sau oamenii se strângeau la cineva care avea video și vizionau filmele împreună. Unii făceau chiar afaceri în acest sens, percepând taxă ca la cinema. Vocea tremurată a Irinei Margareta Nistor, era simbolul filmelor „adevărate” de la video.

## Căderea regimului Ceaușescu
Pe 17 decembrie 1989 au izbucnit în Timișoara revolte și proteste de stradă, iar soldații au deschis focul ucigând cam 100 de oameni. După ce și-a scurtat vizita în Iran, Ceaușescu a ținut un discurs televizat pe 20 decembrie, prin care condamna evenimentele din Timișoara, pe care le considera un rezultat ale intervenției externe străine. Ceaușescu, după ce a proclamat starea de asediu, a convocat pentru a doua zi un mare miting popular în București. Revolta din Timișoara devenise cunoscută în special prin intermediul emisiunii posturilor străine de radio din Serbia, Ungaria și Uniunea Sovietică, dar și a postului de radio Europa Liberă. În dimineața zilei de 21 decembrie, mitingul din fața clădirii Comitetului Central al PCR s-a transformat într-o revoltă anticomunistă, Ceaușescu însuși fiind nevoit să fugă cu elicopterul, după ce pierduse controlul asupra mulțimii. După ce echipajul elicopterului prezidențial i-a abandonat pe soții Ceaușescu în apropierea orașului Târgoviște, unde au și fost arestați, au fost reținuți într-o unitate militară din acel oraș, iar după un proces sumar și trucat, au fost executați pe 25 decembrie, în ziua de Crăciun.

## Moștenire
În ciuda crizei economice și sociale prelungite din 1982 și 1989 și a următoarelor măsuri de austeritate; în cea mai mare parte datorită creșterii economice rapide și uluitoare care a fost urmată de declin, mulți români încă privesc epoca socialistă a țării lor în mod pozitiv, privind înapoi cu nostalgie la o eră de stabilitate și siguranță percepută spre deosebire de cea recentă, instabilitatea economică și politică, precum și corupția post-comunistă care au persistat după 1989, fiind considerate probleme majore în țară. Mai mult de 53% dintre români au răspuns în sondaje că ar prefera să trăiască din nou sub regimul comunist și 63% cred că viața lor era mai bună sub regimul comunist. Ultimul și cel mai longeviv lider la guvernare al regimului comunist, Ceaușescu, se bucură și el de un grad mare de aprobare în sondaje: În 2010, 41% dintre români l-ar vota pe Ceaușescu, până în 2014 acest procent ajungea la 46%. În decembrie 2018, 64% dintre oameni aveau o părere bună despre Ceaușescu, făcându-l președintele cu cel mai mare grad de aprobare din țară.
Pe de altă parte, după căderea regimului comunist, România a început să-și schimbe politicile politice și economice de la sprijinirea (deși caldă) pentru Moscova la alinierea la Bruxelles și Washington prin aderarea la NATO în 2004 și la Uniunea Europeană în 2007. Astăzi, „prezentarea apologetică” a guvernelor naziste și comuniste și denigrarea victimelor acestora în mass-media audiovizuală este interzisă prin hotărâre a Consiliul Național al Audiovizualului. Dinel Staicu a fost amendat cu 25.000 de lei (aprox. 9.000 de dolari SUA) pentru că l-a lăudat pe Ceaușescu și și-a afișat pozele pe canalul său privat de televiziune (3TV Oltenia).